# وست سوبورگ
وست سوبورگ (به هلندی: West-Souburg) یک منطقهٔ مسکونی در هلند است که در فلیسینگن واقع شده‌است. وست سوبورگ ۰٫۳ کیلومتر مربع مساحت و ۱٬۸۲۱ نفر جمعیت دارد،